# Качуро Петро Петрович
Петро Петрович Качуро (нар. 2 серпня 1972, Орша, Вітебська область, Білоруська РСР, СРСР) — радянський і білоруський футболіст, що грав на позиції нападника. Найбільше відомий виступами за мінське «Динамо» та «Шеффілд Юнайтед». Грав за національну збірну Білорусі. Після завершення кар'єри гравця — футбольний тренер.

## Клубна кар'єра

### Ранні роки
Футболом почав займатися в оршанській ДЮСШ, перший тренер — Віктор Котов.
У віці 15-ти років переїхав в Мінськ, де навчався в ДЮСШ «Трудові резерви», тренер — Дмитро Тарасов. З 17 років грав у дублі мінського «Динамо», потім підпускався до ігор за основну команду, в вищому дивізіоні чемпіонату СРСР зіграв 4 гри.

### «Динамо» Мінськ
У 1992—1996 роках виступав в чемпіонаті Білорусії за «Динамо» і за його фарм-клуб «Динамо-93», який в 1992 році грав у другій лізі і називався «Динамо-2». У складі «Динамо» став триразовим чемпіоном країни в сезонах 1993/94, 1994/95, 1995 (осінь) і срібним призером в сезонах 1996 і 2001, володарем Кубка Білорусі (1994), з «Динамо-93» — бронзовим призером сезону 1992/93. У сезоні 1993/94 він став кращим бомбардиром чемпіонату (21 гол), виступаючи за дві команди, що зайняли два перших місця, за «Динамо-93» (15 ігор, 7 голів) і «Динамо» (13 ігор, 14 голів).

### «Шеффілд Юнайтед»
Влітку 1996 року перейшов в «Шеффілд Юнайтед», клуб в той час виступав у другому за силою дивізіоні і боровся за вихід в Прем'єр-лігу. Качуро став першим білоруським легіонером, що грав в Англії. До нього з білоруських футболістів в Англії грали тільки Ігор Гуринович і Сергій Гоцманов, але будучи громадянами СРСР.
В Англії Качуро провів 4 роки, найуспішнішим був перший сезон 1996/97. Клуб зупинився за крок від виходу в Прем'єр-лігу, поступившись у фінальному матчі плей-офф «Крістал Пелес», а Качуро був визнаний уболівальниками найкращим гравцем сезону. У цьому сезоні білорус зіграв 48 ігор і забив 14 м'ячів, з них в чемпіонаті — 40 ігор, 12 м'ячів.
Потім клуб за три роки змінив п'ять тренерів, які рідше довіряли гравцеві місце в стартовому складі.
Качуро зіграв за «Шеффілд» 121 гру, забив 23 голи. Він перетнув рубіж в 100 матчів за клуб, ставши другим після норвежця Рогера Нільсена з п'яти футболістів, які не є представниками Британських островів.
В результаті Качуро перейшов в китайський «Ченду Вун-ю», де пробув недовго. Потім повернувся в мінське «Динамо», з яким став срібним призером в сезоні 2001 року.

### «Сокіл» Саратов
Влітку 2002 року перейшов в саратовський «Сокіл», який боровся за прописку в російській Прем'єр-Лізі. У вищому дивізіоні Росії зіграв 13 ігор, забив 2 м'ячі, потім грав за «Сокіл» в першому дивізіоні. Найбільш яскравим був сезон 2004 року, коли клуб відстав на три очки від «Томі», яка зайняла друге місце і вийшла в Прем'єр-Лігу, а Качуро з 15 голами увійшов до п'ятірки кращих бомбардирів першого дивізіону.
У 2005 році завершив кар'єру в мінському «Динамо».
Качуро став першим футболістом, який забив 50 м'ячів у чемпіонатах Білорусі. П'ятидесятий гол забив 17 серпня 1995 у матчі «Динамо» і вітебської «Двіни». Всього в чемпіонатах Білорусі зіграв 136 матчів, за системою «гол + пас» набрав 110 балів (81 + 29).

## Кар'єра в збірній
В 1994—2002 роках грав за збірну Білорусі, у складі якої вийшов на поле у 29 матчах і забив 5 м'ячів.

## Тренерська кар'єра
Після завершення кар'єри футболіста почав працювати тренером в «Динамо» (Мінськ). У листопаді 2006 року був призначений головним тренером мінського клубу, але вже в квітні 2007 року, після провального кубкового матчу проти «Німану» (0:3) був звільнений. Пізніше працював у гродненському клубі.
З 2012 року знову працював у «Динамо» головним тренером другої команди. У серпні 2013 року був усунутий від керівництва динамівським дублем і перейшов на роботу в «Березу-2010».
У червні 2014 року став головним тренером клубу «Хайр Вахдат» з Таджикистану.
У 2015 році очолив юнацьку команду мінського «Динамо», а в січні 2016 року перейшов в селекційний відділ клубу, також в першій половині 2016 року був тренером в штабі Вука Рашовіча. У листопаді того ж року Качуро вчергове покинув «Динамо».
У січні 2017 року став головним тренером «Ліди». Під керівництвом Качуро клуб завершив першу половину сезону 2017 на 13-му місці з 16. У липні того ж року покинув свій пост у зв'язку з працевлаштуванням на іншому місці роботи.
У вересні 2020 року увійшов до тренерського штабу клубу «Енергетик-БДУ».

## Досягнення

### Як гравця
- Чемпіон Білорусі (3): 1993/94, 1994/95, 1995 (осінь)
- Віце-чемпіон Білорусі (1): 2001
- Володар Кубка Білорусі: 1993/94
- Найкращий бомбардир чемпіонату Білорусі: 1993/94 (21 гол)

### Як тренера
- Віце-чемпіон Таджикистану (1): 2014